# Shawn Swords
Shawn Swords, né le 27 décembre 1973 à Ottawa, au Canada, est un joueur canadien de basket-ball, évoluant au poste d'arrière.